# ゴリアテの首を持つダヴィデ (レーニ)
『ゴリアテの首を持つダヴィデ』（ゴリアテのくびをもつダヴィデ、伊: David con la testa di Golia、仏: David tenant la tête de Goliath、英: David with the Head of Goliath）は、イタリア・バロック期の巨匠グイド・レーニがキャンバス上に油彩で描いた絵画である。『旧約聖書』の「サムエル記上」(13-17章ほか) に記述されるダヴィデの逸話を主題としている。2点の異なるヴァージョンがあり、フィレンツェのウフィツィ美術館所蔵の作品は1605年ごろ、パリのルーヴル美術館所蔵の作品は1604-1605年ごろ制作された。これら両作以外にも、ほかの画家の手になる様々な複製がヨーロッパ中の美術館に所蔵されている。

## 背景
ボローニャ派の画家グイド・レーニは古典主義の作風で制作したが、それは盛期ルネサンスの巨匠ラファエロ・サンティの芸術に感化されたことに加え、バロック期のボローニャ派の巨匠アンニーバレ・カラッチが創設した名高いアカデミア・デッリ・インカンミナーティ (16世紀の巨匠たちの様式を回復することを目指し、解剖学と写生に重点を置いた) で修業をした結果である。レーニはラファエロの再来とまでいわれたが、ローマに移った17世紀初頭、彼は一時的にもう1人のバロック期の巨匠カラヴァッジョの様式に影響された。その結果、強い明暗のコントラストと、残虐な歴史的逸話への嗜好といったカラヴァッジョの要素を表面的に取り入れた。

## 作品
レーニの『ゴリアテの首を持つダヴィデ』は、まさにカラヴァッジョの影響が現れている絵画となっている。主題自体、カラヴァッジョの追随者であるカラヴァッジェスキに一般的なものである。
『サムエル記上』には、竪琴の名手であっただけでなく勇敢な戦士でもあったダヴィデについて記述されている。ある時、ダヴィデはペリシテ人との戦いで、身の丈3メートルもの大男ゴリアテを投石の一撃だけで打ち倒す。ダヴィデは即死したゴリアテの剣を取り、彼の首を切り落とした。
『ゴリアテの首を持つダヴィデ』には、投石の一撃で打倒したゴリアテの首を誇らしげに掲げるダヴィデが描かれている。作品は、悲劇的感情よりも優雅な冷静さで表現されている。ダヴィデは均整のとれた身体を持ち、ダンディーな人物のようなポーズをしており、細部まで秀逸に描かれた毛皮の縁取りのある豪華な外套と、赤い羽根のついた帽子を身に着けている。外套で部分的に覆われているにすぎない身体は、月光のような光で照らされている。そのやわらかな光が彼の身体の輪郭を明らかにしている一方、陰が背後を。ダヴィデは、ゴリアテの切断された頭部を見つめている。行動はすでに終わり、もはや瞑想にとって代わられているのである。なお、ゴリアテの頭部は巨大で、ダヴィデの偉業が強調されている。

## 来歴
ウフィツィ美術館のヴァージョンは、1890年以来の美術館目録に記載されている。一方、ルーヴル美術館のヴァージョンは、元来ジェノヴァの銀行家オッターヴィオ・コスタ (Ottavio Costa,1554-1639年) により委嘱された。その後、さまざまな所有者を経て、1696年にフランス国王ルイ14世のコレクションに入った。1743年にヴェルサイユ宮殿に移されたが、1791年にルーヴル宮殿に移され、1793年のルーヴル美術館の開館以来、同美術館に展示されている。